# Cám (phim)
Cám (viết cách điệu bằng việc viết hoa tất cả các chữ cái) (Tiếng Anh: The Sisters), hay còn được biết đến với tên cũ Con Cám, là một bộ phim điện ảnh Việt Nam thuộc thể loại kinh dị – cổ trang  ra mắt năm 2024 do Trần Hữu Tấn làm đạo diễn kiêm biên kịch và Hoàng Quân làm nhà sản xuất, dựa trên những dị bản kinh dị của truyện cổ tích Tấm Cám. Phim có sự tham gia của các diễn viên Rima Thanh Vy, Lâm Thanh Mỹ, Quốc Cường, Thúy Diễm, Trần Doãn Hoàng, Hải Nam, Nguyễn Phước Lộc, SyNi Trang, Trần Thiên Tú, Mai Thế Hiệp, Hạnh Thúy và Ngọc Hiệp.
Với doanh thu 117 tỷ đồng, Cám trở thành phim kinh dị cổ trang Việt Nam có doanh thu cao nhất mọi thời đại. Ngoài ra, tác phẩm này cũng được xem là tác phẩm có kinh phí cao nhất trong các tác phẩm của Trần Hữu Tấn. Tính đến năm 2024, Cám là tác phẩm kinh dị có kinh phí đầu tư cao nhất tại Việt Nam.

## Nội dung
Phim Cám là một phiên bản táo bạo và rùng rợn dựa trên câu chuyện cổ tích kinh điển Tấm Cám. Bộ phim kể về cuộc đời bi thảm của Cám, một cô gái sinh ra với khuôn mặt dị dạng do một lời nguyền truyền qua nhiều thế hệ. Cám bị cha mình xem như một vết nhơ của gia đình và bị đày xuống nhà sau, sống như người hầu và chịu đựng sự ngược đãi. Trong khi đó, người chị cùng cha khác mẹ của cô là Tấm nhận được tình yêu thương và sự nuông chiều của cha. Mặc dù được bao bọc, Tấm vẫn cố gắng chăm sóc Cám, nhưng lòng căm thù của Cám ngày càng sâu sắc do sự lạnh lùng của gia đình.
Cám quyết định tìm cách giải thoát bản thân khỏi lời nguyền và sự áp bức. Cô bắt đầu hành trình tìm kiếm một pháp sư có thể giúp cô phá bỏ lời nguyền. Trên đường đi, Cám gặp gỡ nhiều nhân vật kỳ bí và phải đối mặt với những thử thách nguy hiểm. Cuối cùng, cô phát hiện ra rằng chỉ có tình yêu và sự tha thứ mới có thể giải thoát cô khỏi lời nguyền.
Ông Hai Hoàng - lý trưởng của làng và cũng là cha của Tấm và Cám - đưa một cậu bé tên Bờm về làm đầy tớ cho gia đình, cậu này đặc biệt quan tâm Cám. Nhiều năm trôi qua, Tấm trở thành cô gái xinh đẹp nhất làng, còn Cám vẫn luôn bị mọi người kỳ thị vì khuôn mặt dị dạng. Tấm vẫn luôn dành tình thương cho Cám.
Theo thông lệ mười năm một lần, gia tộc của ông Hai Hoàng phải mang một trinh nữ hiến tế cho Bạch Lão - một ác quỷ trong rừng - để đổi lấy vinh hoa phú quý. Ông Hai Hoàng đã bí mật lần lượt bắt cóc hai cô cháu gái Xuân và Xoan đi hiến tế, khiến mẹ của họ là bà Ba đau khổ đến phát điên.
Một ngày nọ, Tấm, Cám và mẹ kế bị một băng cướp phục kích, nhưng họ được Thái tử đang đi săn bắn gần đó giải cứu. Thái tử đã nhặt được một chiếc hài của Tấm đánh rơi. Tấm và Cám tham dự một lễ hội của làng, tại đây Cám bị dân làng miệt thị ngoại hình. Bờm đã an ủi Cám, thổ lộ tình cảm với cô. Để đáp lại tình cảm của Bờm, Cám đã làm một nắm xôi để tặng cho anh. Vào buổi tối khi mọi người đều đi chơi hội, ông Hai Hoàng đánh đập Bờm, ép Cám đi hiến tế. Ông Hai Hoàng tiết lộ rằng ông và Bờm đã thỏa thuận với nhau từ trước: Bờm phải chiếm tình cảm của Cám hòng thuyết phục cô chấp nhận đi hiến tế, đổi lại anh sẽ được ông nhận làm con nuôi.
Cám bị đưa đến chỗ Bạch Lão, ả ác quỷ không ăn thịt cô, thay vào đó chiếm thân xác cô. Bạch Lão trong thân xác Cám trở về nhà, giết vài người dân làng một cách tàn bạo. Lo sợ chuyện chẳng lành, ông Hai Hoàng đã trao sợi dây chuyền hình đầu gà trống (vật duy nhất khiến Bạch Lão sợ) cho Tấm để giúp con gái mình an toàn. Bạch Lão âm mưu chiếm thân xác xinh đẹp của Tấm để được trường sinh bất tử. Tuy nhiên, Tấm đã đeo sợi dây chuyền nên ả ác quỷ không thể làm hại nàng.
Từ khi nhặt được chiếc hài của Tấm, Thái tử ngày đêm thương nhớ nàng. Chàng cho tổ chức một cuộc thử hài, gặp lại Tấm và cưới nàng. Tấm và mẹ kế được đưa vào cung. Ở nhà, Bạch Lão/Cám giết ông Hai Hoàng, sau đó ả bắt Bờm ăn nắm xôi đầy giòi bọ rồi cũng giết anh. Ả đã có một gương mặt xinh đẹp, tàn sát nhiều người dân trong làng rồi giả vờ hô hoán rằng có hổ vào làng. Khi Tấm về thăm nhà, Bạch Lão/Cám bảo nàng leo lên cây cau hái cau. Bạch Lão/Cám đứng bên dưới chặt cây cau thì bị bà Ba ngăn cản.
Tấm một mình vào rừng đối đầu với Bạch Lão. Bà Ba cũng đến giúp Tấm nhưng bị giết chết. Trong lúc Tấm vật lộn với Bạch Lão/Cám, ả ác quỷ đã biến hóa thành Cám lúc nhỏ để làm lung lay ý chí của Tấm. Cuối cùng Tấm tháo sợi dây chuyền ra và bị Bạch Lão chiếm xác. Thái tử tìm thấy Bạch Lão/Tấm, nghĩ đó là vợ mình và đưa nàng về cung.
Trong cung, Thái tử thấy vợ mình có những biểu hiện lạ, đặc biệt là nàng trở nên ghét quả thị, loại quả mà trước kia nàng rất thích. Nàng còn làm mẹ kế phát điên khi bắt bà ăn gạo và thóc. Cảnh cuối phim, Bạch Lão/Tấm múa bên hồ sen. Thái tử biết mọi chuyện về Bạch Lão, chàng (mang theo sợi dây chuyền) dẫn quân lính đến đối đầu với ả ác quỷ. Lời kể chuyện tiết lộ rằng Thái tử đã giết được Bạch Lão, chàng mang xác Tấm về chôn cất, sau này mộ nàng biến thành cây thị tỏa hương thơm cho đời.

## Diễn viên
- Lâm Thanh Mỹ trong vai Cám
- Rima Thanh Vy trong vai Tấm
- Thúy Diễm trong vai Bà Kế: Mẹ ruột của Cám và mẹ kế của Tấm
- Doãn Hoàng trong vai Bờm
- Hải Nam trong vai Thái tử
- Quốc Cường trong vai Hai Hoàng: Cha ruột của Tấm và Cám
- NSƯT Ngọc Hiệp trong vai Ba Tầm: Mẹ của Thị Xoan
- NSƯT Hạnh Thúy trong vai Bạch lão
- Mai Thế Hiệp trong vai ông cả Hương: Cha của Hai Hoàng
- Nguyễn Phước Lộc trong vai Thái Giám
- Trần Thiên Tú trong vai Thị Xoan
- SyNi Trang trong vai Thị Cẩm

Cùng một số diễn viên khác.

## Sản xuất

### Phát triển
Bộ phim được sản xuất bởi ProductionQ - Creative House, với sự hợp tác của đạo diễn Trần Hữu Tấn và nhà sản xuất Hoàng Quân, cùng ê-kíp series Tết ở làng địa ngục và phim điện ảnh Kẻ ăn hồn. Anh cũng cho biết phim được đầu tư với kinh phí hơn 1 triệu USD, tương đương với 26 tỷ. Ngoài ra, phim cũng mất đến 3 năm lên ý tưởng cũng như kịch bản và 1 năm sản xuất.
Trong quá trình khảo sát bối cảnh cho bộ phim, nhà sản xuất Hoàng Quân cũng chia sẻ rằng anh muốn hướng đến việc tìm kiếm những địa điểm mới mẻ, giàu tính biểu tượng nhằm phục vụ hiệu quả cho việc thể hiện màu sắc và không khí đặc trưng của tác phẩm. Quá trình này đã kéo dài khoảng ba tháng, cuối cùng thì đoàn phim quyết định lựa chọn khu vực Bắc Trung Bộ, cụ thể là tại tỉnh Thừa Thiên Huế và Quảng Trị. Theo chia sẻ từ nhà sản xuất, lý do lựa chọn khu vực này xuất phát từ mong muốn mang đến một không gian ít được khai thác trong nền điện ảnh Việt Nam. Và đây cũng là lần đầu tiên bộ đôi Hoàng Quân và Trần Hữu Tấn triển khai một dự án điện ảnh có bối cảnh chính tại khu vực Bắc Trung Bộ.

## Phát hành

### Quảng bá
Vào ngày 1 tháng 7, đạo diễn Trần Hữu Tấn chính thức công bố dự án Con Cám và đồng thời hé lộ áp phích đầu tiên. Đến ngày 13 tháng 8, đơn vị sản xuất tiếp tục công bố teaser đầu tiên cùng với áp phích teaser của bộ phim, áp phích cho thấy một bàn chân bị chảy máu và đang đeo vào đôi hài mà trong bản nguyên tác đã cho thấy trước đó. Sau đó, đến tối ngày 5 tháng 9, đơn vị sản xuất cũng thông báo về việc phim sẽ được dán nhãn T18 và khởi chiếu sớm hơn một tuần so với kế hoạch ban đầu, tức vào ngày 20 tháng 9 năm 2024. Cuối cùng, vào ngày 9 tháng 9 năm 2024, nhà phát hành chính thức ra mắt áp phích chính thức và đoạn giới thiệu chính thức của phim.
Ngày 18 tháng 7 năm 2025, ứng dụng Galaxy Play chính thức ra mắt phim.

### Công chiếu
Ban đầu, phim được dự kiến sẽ khởi chiếu vào tháng 10 cùng năm với tên gọi trước đó là Con Cám. Tuy nhiên, sau đó phim chính thức đổi tên thành Cám và đổi thời gian ra mắt thành ngày 27 tháng 9. Theo lời giải thích của đạo diễn Trần Hữu Tấn, anh muốn khán giả tự xem và đánh giá Cám có thực sự là quỷ hay Cám cũng là một nạn nhân trong phim này. Cuối cùng thì vào ngày 5 tháng 9, phim chính thức gắn mác T18 và ra mắt chính thức vào ngày 20 tháng 9 năm 2025.
Cám cũng được đơn vị sản xuất công bố lịch phát hành quốc tế với các mốc cụ thể như sau: chính thức khởi chiếu tại Úc, New Zealand và Singapore vào ngày 17 tháng 10; tiếp đó là Mỹ và Canada vào ngày 18 tháng 10; Campuchia vào ngày 25 tháng 11; và Đài Loan vào ngày 27 tháng 12.

## Đón nhận

### Doanh thu phòng vé
Bộ phim đã được mở bán vé sớm từ ngày 13 tháng 9, tức trước khi ra mắt chính thức 1 tuần. Đến ngày 19 tháng 9, phim đã thu về gần 8 tỷ, đồng thời trở thành phim kinh dị Việt Nam có số lượng vé bán trước cao nhất mọi thời đại. Đồng thời, phim cũng thiết lập kỷ lục phim kinh dị Việt Nam có số lượng vé bán trước cao nhất mọi thời đại trên ứng dụng MoMo với 19.199 vé. Và đến ngày 20 tháng 9, phim chính thức ra mắt. Sau ngày 20 tháng 9, phim đã đạt 15 tỷ và hơn năm nghìn suất chiếu chỉ tính riêng trong ngày, và phim cũng vượt qua Ma da để trở thành phim kinh dị Việt Nam có doanh thu mở màn cao nhất mọi thời đại. Đến ngày 22 tháng 9, phim đạt 40 tỷ. Sau đó, phim chạm mốc 50 tỷ trong ngày hôm sau.Những ngày tiếp theo, phim vẫn thu hút rất nhiều khán giả, như qua 4 ngày khởi chiếu, phim đã đạt 55 tỷ. Vì vậy, nhiều người cho rằng Cám sẽ là phim tiếp theo đạt doanh thu 100 tỷ đồng trong năm 2024. Tuy nhiên, những ngày sau, phim đã có dấu hiệu hạ nhiệt khi sau 10 ngày chiếu, phim chỉ đạt được 80 tỷ.
Cuối cùng, phim đã rời rạp trong 4 tuần khởi chiếu với số liệu mà Box Office Vietnam cung cấp là 96,3 tỷ đồng. Tuy nhiên, nhà phát hành lại công bố doanh thu thật sự của Cám là 117 tỷ đồng, và đồng thời trở thành phim kinh dị cổ trang Việt Nam có doanh thu cao nhất mọi thời đại.

### Thành tích
| Ngày         | Tên kỷ lục                                                                              | Mốc đạt                 | Ref               |
| Tại Việt Nam | Tại Việt Nam                                                                            | Tại Việt Nam            | Tại Việt Nam      |
| ------------ | --------------------------------------------------------------------------------------- | ----------------------- | ----------------- |
| 19/09        | Phim kinh dị Việt Nam có số lượng vé bán trước cao nhất mọi thời đại trên ứng dụng MoMo | 19.199 vé               | [ cần dẫn nguồn ] |
| 20/09        | Phim kinh dị Việt Nam có số lượng vé bán trước cao nhất mọi thời đại                    | 110.968 vé              | [ 20 ]            |
| 20/09        | Phim kinh dị Việt Nam có doanh thu mở màn cao nhất mọi thời đại                         | 15 tỷ đồng (200.000 vé) | [ cần dẫn nguồn ] |
| 10/10        | Phim kinh dị cổ trang Việt Nam có doanh thu cao nhất                                    | 117 tỷ đồng             | [ cần dẫn nguồn ] |

### Giải thưởng
| Năm  | Giải thưởng                             | Hạng mục                                      | Đề cử | Kết quả | Nguồn  |
| ---- | --------------------------------------- | --------------------------------------------- | ----- | ------- | ------ |
| 2024 | WeChoice Awards 2024                    | Phim điện ảnh của năm                         | Cám   | Đề cử   | [ 21 ] |
| 2025 | Liên hoan phim Châu Á Đà Nẵng lần thứ 3 | Phim hay nhất - Hạng mục phim Việt Nam dự thi | Cám   | Đề cử   | [ 22 ] |

## Tranh cãi

### Các tình tiết trong phim

#### Phân cảnh giữa Tấm Cám và Bạch lão
Phân cảnh hai nhân vật Tấm (Rima Thanh Vy thủ vai) và Cám (Lâm Thanh Mỹ thủ vai) lần lượt thực hiện  vũ điệu của quỷ khi bị Bạch lão (do Hạnh Thúy thủ vai) nhập xác đã tạo nên nhiều ý kiến trái chiều trong thời điểm phim được công chiếu. Một bộ phận khán giả cho rằng tình tiết này có phần không cần thiết và vô nghĩa. Tuy nhiên, một số ý kiến cho rằng phân cảnh này nhằm khắc họa trạng thái nội tâm của nhân vật phản diện khi hoàn tất quá trình đoạt xác.
Trong phim, phân cảnh này xuất hiện hai lần. Ở lần thứ nhất xảy ra khi nhân vật Cám bị tha hóa và ra tay sát hại toàn bộ dân làng, trong đó có cả nhân vật Bờm (Doãn Hoàng thủ vai). Ở lần thứ hai là khi Bạch lão đã chiếm hữu được thể xác của nhân vật Tấm. Đáng chú ý, ở phân cảnh lần đầu tiên xuất hiện vũ điệu đấy, sau khi Cám lột da mặt từng người dân trong làng và hấp thụ đủ sinh khí, khuôn mặt của cô dần trở lại trạng thái bình thường, rồi tạm thời biến hóa thành một phiên bản xinh đẹp.